# Ernest Casimir-Lambert
Pour les articles homonymes, voir Casimir et Lambert.
Ernest Casimir Casimir-Lambert, né le 19 juin 1897 à Bruxelles (Belgique) et mort le 24 avril 1931  à Monte-Carlo (Monaco) est un pilote aviateur et un bobeur belge.

## Biographie
Ernest Casimir-Lambert est volontaire de guerre de la Première Guerre mondiale au cours de laquelle il est pilote aviateur.

## Carrière sportive
Il a participé aux Jeux olympiques d'hiver de 1928 à Saint-Moritz, en Suisse, où il a concouru en tant que pilote dans l'équipage belge no 1 de bobsleigh à quatre/cinq qui se classe sixième.

## Sources
- Faire-part de décès, conservé au Cabinet des manuscrits de la Bibliothèque royale de Belgique sous la cote KBR III 1876/XIV/246 Mss.